# Il ladro di bambini
Il ladro di bambini (traducida como Niños robados o Ladrón de niños) es una película italiana de 1992 dirigida por Gianni Amelio, ganadora del Gran Premio del Jurado en el Festival de Cannes de 1992. La cinta es protagonizada por Enrico Lo Verso.

## Trama
En las afueras de Milán, una siciliana acusada de prostituir a su hija Rosetta, de once años, es detenida. Al policía Antonio (Enrico Lo Verso) se le asigna escoltar a la niña y a su hermano a una casa de religiosas en Civitavecchia, en la provincia de Roma. Pero los niños no son aceptados. Así que Antonio resuelve llevarlos a Sicilia, a un instituto especializado.